# Achaearanea dea
Achaearanea dea là một loài nhện trong họ Theridiidae.
Loài này thuộc chi Achaearanea. Achaearanea dea được miêu tả năm 2006 bởi Buckup & Marques.